# الحركة من أجل الديمقراطية في ليبيريا
كانت الحركة من أجل الديمقراطية في ليبيريا (بالانجليزية: Movement for Democracy in Liberia أو MODEL) جماعة متمردة في ليبيريا نشطت في مارس 2003، وشنت هجمات من ساحل العاج . استندت الحركة إلى ميليشيا القوة الخاصة من أجل تحرير العالم الأفريقي (ليما) التي تشكلت في سبتمبر 2002 لمساعدة حكومة لوران غباغبو ضد المتمردين المدعومين من الرئيس الليبيري تشارلز تايلور. بعد مواجهة التهديد الوشيك، عبرت وحدات من ليما الحدود إلى ليبيريا لمواصلة الحرب هناك. مع الضغط بالفعل على قوات تيلور ضد الليبيريين المتحدين من أجل المصالحة والديمقراطية، حققت الحركة مكاسب إقليمية سريعة. بينما كان يعتقد في البداية أن المنظمة كانت مجموعة منشقة عن الليبيريين المتحدين من أجل المصالحة والديمقراطية، لم يكن هذا هو الحال. في حين أن القيادة الأولية للحركة جاءت من الليبيريين المتحدين، فقد تم حشد غالبية مقاتلي الحركة من مخيمات اللاجئين في كوت ديفوار وغانا التي فر إليها العديد من الليبيريين من جنوب شرق البلاد.
كما توترت العلاقة بين الجماعات المتمردة أيضًا، حيث حاول السياسيون من الحركتين التأكد من أن التعاون سيظل صعبًا. تم دعم الحركة من قبل الحكومة الإيفوارية كوسيلة للمطالبة في السياسة الليبيرية أثناء الاضطرابات التي شهدتها الحرب الأهلية في ذلك البلد، أو كرد انتقامي على دعم الحكومة الليبيرية المزعوم للمتمردين في ساحل العاج. تم تعيين زعيمها السياسي، توماس نيملي، وزير خارجية ليبيريا في الحكومة الانتقالية التي تم تعيينها في 14 أكتوبر 2003، بعد استقالة ونفي تيلور. ربما تكون المجموعة قد صدرت الأخشاب من مناطق جنوب ليبريا الخاضعة لسيطرتها، وهو ما كان سيشكل انتهاكًا لعقوبات الأمم المتحدة. بحلول عام 2004، توقفت الحركة في الواقع عن الوجود.

## روابط خارجية
- صوت أمريكا ، نيملي ينفي التورط في أزمة انتخابات ساحل العاج عام 2010